# Долішні Драгойча
Долішні Драго́йча (болг. Долни Драгойча) — село в Габровській області Болгарії. Входить до складу общини Дряново.

## Населення
За даними перепису населення 2011 року у селі проживали 5 осіб, усі — болгари.
Розподіл населення за віком у 2011 році:
Динаміка населення: